# Rudolf Laube
Rudolf Laube (3. listopadu 1878 Hořovice – 11. listopadu 1937 Praha) byl československý politik a poslanec Národního shromáždění republiky Československé za Československou stranu národně socialistickou.

## Biografie
V letech 1918–1920 zasedal v Revolučním národním shromáždění. V parlamentních volbách v roce 1920 získal poslanecké křeslo v Národním shromáždění. Mandát v parlamentních volbách v roce 1925 obhájil. Mandátu se ale vzdal roku 1926. Jako náhradník místo něj nastoupil poslanec Jan Chvojka.
Podle údajů k roku 1925 byl profesí úředníkem nemocenské pokladny krejčovské v Praze.
Zemřel 11. listopadu 1937 v nemocnici na Bulovce.